# Franco tunisino
Il franco tunisino (in francese franc, in arabo فرنك), è stata la valuta della Tunisia dal 1891 al 1958. Era suddivisa in 100 centimes (صنتيم) ed aveva lo stesso valore del franco francese.

## Storia
Il franco sostituì il  rial nel 1891 con un cambio di  1 rial = 60 centime. Consisteva sia inmonete che in banconote prodotte specificamente per la Tunisia, anche se le prime banconote furono delle emissioni  algerine sovrastampate don "Tunisie". Il franco fu sostituito nel 1960 dal dinaro con un cambio di 1000 franchi = 1 dinaro, dinaro che era stato fissato come unità di conto nel 1958.

## Monete
Le prime monete denominate in franchi furono emesse nel 1887, prima che il franco diventasse al valuta della Tunisia. Si trattava di monete d'oro da  25 rial che erano marcate anche con "15 F" per indicare il loro valore franchi francesi. Nel 1891 furono introdotte monete di bronzo da 1, 2, 5 e 10 centime, monete d'argento da 50 centime 1 e 2 franchi e monete d'oro da 10 e 20 franchi, tutte uguali in misura e composizione alle corrispondenti monete francesi. Le monete da 1 e 2 centime furono coniate solo quell'anno.
Nel 1918 furono introdotte monete forate, in nickel-bronzo, da 5, 10 e 25 centime, seguite nel 1921, da monete in bronzalluminio da 50 centime, da 1 e 2 franchi e d'argento da 10 e 20 franchi nel 1930. Anche in questo caso le monete avevano le stesse dimensioni e composizione di quelle francesi. Tuttavia nel 1934 fu emessa una moneta d'argento da 5 franchi, nonostante che la moneta francese da 5 franchi fosse in nickel. Come in Francia, furono introdotte monete di zinco da 10 e 20 centime  durante la seconda guerra mondiale e quelle d'argento non furono più emesse.
La produzione di monete di valore inferiore ai 5 franchi cessò nel 1945, quando fu introdotta una moneta in bronzo-alluminio da 5 franchi nel 1946, seguita da quelle in cupro-nickel da 20, 50 e 100 franchi nel 1950 e da una in cupro-nickel da 5 franchi nel 1954. Queste quattro monete in cupro-nickel furono coniate l'ultima volta nel 1957.

## Banconote

Banconota tunisina da 5 franchi emessa nel 1939 dalla Banque de l'Algérie

Nel 1903, la Banque de l'Algérie introdusse banconote da 5 franchi con la sovrastampa "Tunisie". Queste furono seguite dai 500 franchi nel 1904, dai 20, 50 e 10 franchi nel 1908 e da banconote da 1000 franchi nel 1918. Tra il 1918 e il 1921, la "Regence de Tunis" emise banconote da 50 centime, da 1 e da 2 franchi. La banca introdusse banconote da 5000 franchi nel 1942, mentre la "Direction des Finance" emise biglietti da 50 centime, 1 e 2 franchi nel 1943. Le ultime banconote da 5 franchi furono emesse nel 1944.
Nel 1946, il nome della banca divenne Banque de l'Algérie et de la Tunisie. Furono emesse banconote per la Tunisia nei valori di 20, 50, 100, 500, 1000 e 5000 franchi, ed in seguito le banconote da 20, 50 e 100 franchi furono sostituite da monete nel 1950.